# کروناخ
شهر کروناخ (به آلمانی: Kronach) در ایالت بایرن در کشور آلمان واقع شده است.